# Haideck (pevnost)
Haideck (německy Werk Haideck) byla rakousko-uherská vojenská pevnost  postavená na ochranu jeho území před případným vpádem nepřátel z Italského království. Pevnost patří do rozsáhlého systému rakouských opevnění na italských hranicích. Pevnost se nachází v údolí Sextental u městečka Sexten v údolí Pustertal na začátku údolí Val Fiscalina v nadmořské výšce 1 413 m a společně s pevností Mitterberg přehrazovala silnici vedoucí na Kreuzbergpass.

## Historie
Pevnost byla postavena v letech 1884 až 1889. Spolu s pevností Mitterberg a redutami Monte Gasella di Dentro (Innergsellberg) a Monte Arnese (Hornischegg) tvořily uzávěr údolí Sextental, jehož cílem bylo zabránit hypotetické italské invazi z průsmyku Monte Croce di Comelico do údolí Val Pusteria, jehož železniční trať (Val Pusteria Railway) měla velký význam pro zásobování a přesun vojsk. Pevnost však byla na začátku bojů horské války odzbrojena, protože měla zastaralou konstrukci, která by neodolala italské dělostřelecké palbě. Přesto byla pevnost od 31. července ostřelována italským dělostřelectvem, které používalo 280 milimetrové houfnice. Její výzbroj rakousko-uherští vojáci znovu použili na stavbu nových pěchotních stanovišť. Na konci války byla pevnost zaminována a zničena. Kromě toho byly velké kameny z nyní již zničené pevnosti použity na rekonstrukci vesnic Sexten a Moos. Z pevnosti dnes zbylo jen několik ruin.

## Zajímavost
Pevnost tvořila kompaktní stavba se třemi nadzemními podlažími a plochou střechou svažující se k průčelí. Stavba je poměrně hrubé konstrukce. Pro její výstavbu byly ze dna údolí zřízeny 2 lanovky a 2 úzkorozchodné tratě pro dopravu materiálu na její stavbu. Komunikace z pevnosti probíhala prostřednictvím telefonní linky spojující ji s obcí Sexten a pomocí optických telegrafů typu M3. Celkem byla na pevnosti umístěna posádka čítající asi 160 vojáků.

## Výzbroj
- 2 dvanácticentimetrové kanóny vzor 80/96 v malém dělovém člunu.
- 3 deseticentimetrové houfnice M.5;
- 4 kulomety a další kusy v polních postaveních.